# いぎなり東北産
いぎなり東北産（いぎなりとうほくさん）は、東北地方出身の女性メンバー9人によるアイドルグループである。東北地方を拠点に全国各地でもライブやイベントを開催している。
グループの愛称は東北産（とうほくさん）で、ファンの総称は皆産（みなさん）である。
ももいろクローバーZ、私立恵比寿中学、超ときめき♡宣伝部などのグループと共にSTAR PLANET（通称：スタプラ）を構成する。

## 概要
スターダストプロモーション仙台営業所のレッスン生グループとして、2015年に結成。グループ名の英語表記は 「MADE IN TOHOKU」である。「いぎなり」とは宮城県の方言で「たいへん」「とても」「すごく」の意味。
STAR PLANETのアイドルが総出演した「スタプラフェス」において、2021年には橘花怜が総勢37名の中から観客投票で“シンデレラ”に選ばれ、2023年にはいぎなり東北産が10組のグループの中から“シンデレラグループ”に輝いた。
2025年7月には、デビュー前の地方グループとしては史上初となる日本武道館単独ライブを開催し、満員の集客となった。同公演においてavex traxからメジャーデビューをすることが発表された。

### 地元東北での活動
「東北を盛り上げること」をミッションとして掲げ、アベカツ（阿部勝自動車工業）などのテレビCM出演に加え、コラボレーションを多数実施。プロ野球・東北楽天ゴールデンイーグルスの始球式や試合中のイベントに登場したり、Jリーグ・ベガルタ仙台で応援アンバサダーを務めたりもする。
仙台駅前の商業施設「エンドーチェーン・EBeanS」はいぎなり東北産と関係が深く、自社のYouTubeにてメンバー出演のバラエティ動画を配信したり、数々のイベントを開催したりしている。イベント開催時には、初売り並みの行列ができることがある。
2021年からは、東日本大震災や新型コロナウイルスの影響を大きく受けた宮城県の水産加工会社・木の屋石巻水産が、いぎなり東北産とコラボレーションを実施。YouTubeの動画から商品の購入へ至った人の割合は8.5％と、一般的な指標とされる3%を大きく超えた（登録者数10万人を超えるユーチューバー2人にも同種の動画制作を依頼していたが、割合は1%に満たなかった）。

## メンバー
| カラー | 名前                     | 愛称                | 生年月日 （年齢）      | 出身                | 備考 |
| ------ | ------------------------ | ------------------- | ---------------------- | ------------------- | --- |
| ピンク | 橘花怜 たちばな かれん   | かれんくん          | 2003年10月21日（21歳） | 宮城県産            | - 人の良いところを見つけるのが得意なリーダー - キャッチコピーは「笑顔の王様」「絶対アイドル」 - ソロ曲「アイドルは正義♡」                       |
| 純白   | 律月ひかる りつき ひかる | ひかるん るんちゃん | 2001年7月31日（24歳）  | 秋田県産            | - 独特なワードセンスで、NHK短歌やアイドル歌会にも出演 - グループの楽曲「狂くるどっかーん♡」を作詞 - キャッチコピーは「うさぎ天使魔法少女」      |
| 紫     | 北美梨寧 きたみ りね     | りねこ              | 2002年5月28日（23歳）  | 宮城県産            | - 「北beauty」を掲げ、高い美意識を持つ - 女性誌特集「令和アイドル界のビジュアルクイーン」に選抜 - 大好きなK-POPから学びステージで魅了           |
| 黄     | 安杜羽加 やすもり わか   | わかりん ギャル杜   | 2002年10月30日（22歳） | 福島県産            | - キャッチコピーは「ダンスキラーギャル」 - アイドルダンスバトルイベントで活躍 - ファッションブランド「PIKO KAILA」とコラボ                      |
| 緑     | 吉瀬真珠 きちせ しんじゅ | じゅっち            | 2003年6月22日（22歳）  | 宮城県産 （仙台産） | - あざとかわいい“ザ・アイドル” - オリジナルキャラ「よろしくまくん」を考案 - 漫画とアニメを愛し、SLAM DUNKの三井寿に憧れを抱く                   |
| 橙     | 桜ひなの さくら ひなの   | ひなもん もんちゃん | 2004年5月6日（21歳）   | 岩手県産            | - グループの歌唱力を牽引する「歌姫」 - ソロ曲「私、プリンセスだもん！」 - 仙台大原専門学校PRモデル                                              |
| 水色   | 藤谷美海 ふじたに みう   | みうちゃん ラッキー | 2005年3月9日（20歳）   | 山形県産            | - 「ラッキー藤谷」を名乗りお笑い・ボケ担当 - めざましテレビの山形オリジナルコーナーにレギュラー出演 - 『Zipper』アイドルファッション総選挙 優勝 |
| 赤     | 伊達花彩 だて かあや     | かーや              | 2005年3月21日（20歳）  | 宮城県産            | - 『アイカツプラネット!』主演に抜擢され、主題歌も担当 - ソロ曲「気楽に行こうよ」「オランジェット」 - 兄は俳優でみやぎ絆大使の宮世琉弥           |
| 青     | 葉月結菜 はづき ゆな     | ゆなちゃん ゆなぽこ | 2002年9月15日（22歳）  | 宮城県産            | - MC（ライブなどの進行）に長けた副リーダー - お酒が大好きなムードメーカー - スポーツ観戦が好きで、自身を野球のキャッチャーに喩える              |

グループ分け
- いぎなりちゃん（年下組：橘花怜、桜ひなの、藤谷美海、伊達花彩）
- とうほくちゃん（年上組：律月ひかる、北美梨寧、葉月結菜、安杜羽加、吉瀬真珠）

### 旧メンバー
| カラー | 名前               | 愛称   | 生年月日(年齢)       | 出身     | 備考            |
| ------ | ------------------ | ------ | -------------------- | -------- | --------------- |
| 緑     | 湊梨紗 みなと りさ | りさち | 2001年9月2日（23歳） | 岩手県産 | 2017年10月 卒業 |

## 歩み
小目次: 2015 - 2016 - 2017 - 2018 - 2019 - 2020 - 2021 - 2022 - 2023 - 2024 - 2025

### 長い下積み

#### 2015年
スターダストプロモーション仙台営業所のレッスン生7名で「いぎなり東北産」を結成した。メンバーは、律月ひかる（当時中2）、湊梨紗（中2）、北美梨寧（中1）、葉月結菜（中1）、安杜羽加（中1）、桜ひなの（小5）、花彩（小5）の7名。
- 8月9日、STARDUST SECTION3 営業所祭り（@グランフロント大阪 ナレッジシアター）に中学生メンバー5人（律月、湊、北美、葉月、安杜）で出演した。
- 9月12日、定禅寺ストリートジャズフェスティバル 株式会社オンサイトスペシャルタイアップステージにて桜ひなの、花彩（伊達花彩[注 2]）が初お披露目された。
- 10月24日、STARDUST SECTION3 営業所祭り〜せんだい萩のまい〜（@EBeanS）に京本紗采、大阪営業所と共に出演。橘花怜（当時小6）が加入し、8人となる。いぎなり東北産解散、「二代目いぎなり東北産」[注 3][13] となる。
- 11月23日、スターダストプロモーション地方営業所所属タレントオフィシャルブログ（仙台・名古屋・大阪・福岡・沖縄営業所参加）開始。最初の投稿は律月[14]。

#### 2016年
- 1月9日、俺の藤井 2016 〜Tynamite!!〜（@さいたまスーパーアリーナ）ヤングライオンステージに中学生メンバー（律月、湊、北美、葉月、安杜）出演。小学生メンバー（橘、桜、伊達）も前説で登場。理事長よりヤングライオンステージMVPに選出される[15]。
- 7月3日、私をベニーに連れてって（@八木山ベニーランド）開催。京本紗采と共に出演。新メンバー藤谷美海（当時小6、桜・伊達と同学年）の加入、橘花怜がリーダー、葉月結菜が副リーダー、ツイキャスを隔週行うこと、オリジナル曲を作ることが発表された。
- 11月27日、だって ダーウィンなんだもーん♡（@darwin）開催。二代目いぎなり東北産として初の単独イベント。初のオリジナル曲「天下一品」を披露。「二代目」が取れ「いぎなり東北産」に戻ることが発表された。同日、いぎなり東北産としてのオフィシャルツイッター開始。

#### 2017年
- 1月5日、ラジオ石巻『らじいしワイド764』において冠レギュラーコーナー「いぎなり東北産の いぎなり"やるっちゃ"東北産！」が開始[注 4]。
- 1月7日 - 8日、俺のネクストガールズ2017〜もちろん藤井〜なるほどClub eX（@Club eX）に律月、湊、北美、安杜、橘が出演。1日目を1位で折り返し、2日間トータルでコイン565枚を獲得、出場10グループ中1位となりステラボールに出演が決定した。1月8日、「俺のネクストガールズ2017〜もちろん藤井〜やっぱりステラボール」（@ステラボール）に出演[16]。
- 3月26日、いぎなり東北産・桜エビ〜ず ツーマンライブ「当日までに仲良くなんかなれるかい！」（@下北沢GARDEN）開催[17]。初となるCD『天下一品 〜みちのく革命〜』、桜エビ〜ずとのコラボCD-R『夢幻歌劇』を発売。「ワンダフル東北」を初披露。
- 4月7日、初の冠レギュラー番組『いぎなり東北産の いぎなり”やるっちゃ”東北産!マシマシ!!』（ラジオ石巻）開始。4月21日、いぎなり東北産オフィシャルブログ開始。最初の投稿は橘[18]。
- 8月1日、八木山ベニーランドの50周年企画応援サポーターに就任[19]。
- 8月12日 - 16日、みちのく車旅を開催。山形編・福島編・隣駅編・青森編の4会場。
- 10月14日、石巻エンタメ祭！vol.2（@石巻BLUE RESISTANCE）に出演。湊梨紗がいぎなり東北産を卒業した[注 5]。
- 12月23日、あわてんぼうのサンタフェ（@仙台市若林区文化センター ホール）開催。534人を動員し、目標としていた500人を達成。MV産は橘となり翌年に生誕祭[注 6]を開催することが発表された。「乾杯ニッポン」を初披露。

#### 2018年
- 4月27日 - 5月6日、いぎなり東北物産展 ゴールデン（@HMV仙台 EBeanS）を開催。
- 2018年11月、11月3日のツイキャスにて新メンバーの加入が発表され、11月18日に開催した優勝おめでとうフリーイベント（@あべのキューズモール）にて新メンバーが登場したのち、11月23日にこの日発売された6thシングル『百花繚乱物語』のリリースイベント（@EBeanS）にて新メンバー吉瀬真珠（当時中3、橘と同学年）がお披露目された。いぎなり東北産は再び9人となる。「青春修学旅行」を初披露。
- 12月30日、いぎなり東北大忘年会（@仙台PIT）を開催。1021人を動員。オフィシャルホームページ開設、2019年3月に東北ライブハウス巡り、12月29日にいぎなり東北大大忘年会（@仙台サンプラザホール）が開催されること、また、MV産は律月となり翌年に生誕祭[注 7]が開催されることが発表された。「TOHOKU FUNKY RAIL」「Love is here」「コンビニエント・エゴ」「我ら」を初披露。

#### 2019年
- 3月3日 - 3月31日、東北ライブハウス巡り 〜麗らかにウリャオイ！〜を東北6県の6会場にて開催。
- 6月8日 - 6月22日、東北文化遺産をたずねて〜静かにしろい この音が......東北産を甦えらせる〜を郡山・山形・盛岡の3会場にて開催。
- 8月9日、東北産初のMusicVideo「BUBBLE POPPIN」[20]が公開される。7月15日にEBeanSで撮影が行われた。
- 8月10日 - 8月17日、いぎなり! ザ・ワールドツアーを東北の5会場にて開催。
- 8月31日、祝東京初ワンマン単独（@TSUTAYA O-WEST）を開催[21]。
- 12月29日、いぎなり東北大大忘年会（@仙台サンプラザ）を開催。2020年3月に初のアルバム『東北インバウンド』のリリース、春に名阪川仙ツアー、12月26、27日にいぎなり県民2days（@東京エレクトロンホール宮城）を開催すること、また、MV産は伊達となりオリジナルソロ曲を作ること、2020年に全員の生誕祭を開催することが発表された[注 8]。「3000days」を初披露。

#### 2020年
- 3月20日、1stアルバム『東北インバウンド』がリリースされた[22]。同日、伊達花彩が4月25日からいぎなり東北産の活動を一時休産（休止）することが、S-style 4月号 いぎなり東北版 誌面とラジオ番組『いぎなり"やるっちゃ"東北産！マシマシ！』にて発表された。同年8月10日に伊達花彩がテレビドラマ『アイカツプラネット!』に主人公 音羽舞桜（ハナ）役で出演することが発表される[23][24][25][26][27]。
- 8月2日、『祝配信ワンマン単独』を配信。「宇宙に行こう！」を初披露。
- 9月1日、初のクラウドファンディング（新曲「re;star」初のメイク＆新衣装でMV制作したい！）を開始。開始2日で目標達成[28][29]。制作された「re;star」のMV[30]は10月16日に公開され、10月24日に9thシングル『re;star』がリリースされた[31]。
- 10月、東北インバウンドツアーを10月5日（@川崎CLUB CITTA'）[32][33]と10月24日（@仙台PIT）[34]に開催した。川崎で「Chim Chim Chim Knee」、仙台で「re;star」を初披露。
- 12月26日 - 27日、いぎなり県民2days（@東京エレクトロンホール宮城）を開催。1日目に「Action!」「気楽にいこうよ」を初披露、いぎなり県民ドラフト会議も実施した[35]。2日目は「Whatever」を初披露、2021年4-6月にPITツアーを開催することを発表した[36]。

### 日本武道館への道

#### 2021年
- 1月、1月1日にいぎなり東北産 公式Instagram、TikTok、Facebook、1月4日にいぎなり東北産 公式Weiboを開始した。1月8日にはサブスク音楽配信（Apple Music、Spotify、LINE MUSIC、AWA、amazon music、iTunes Store、レコチョク、mora 等）を開始した。
- 3月20日、伊達花彩 復活生誕祭 〜神降臨〜帰ってきた伊達花彩（@SENDAI GIGS）を開催[37]。「うぢらとおめだづ」のMV撮影を行う。プロ野球 楽天イーグルスとのコラボプロジェクト「いざ、夢の始球式へ！〜いぎなり東北産はマウンドに立てるのか！？〜」が発表された。
- 3月27日、楽天イーグルスとのコラボプロジェクト「いざ、夢の始球式へ！〜いぎなり東北産はマウンドに立てるのか！？〜」開始[38]。同時に始球式挑戦者決定戦 ミッション1に挑戦[注 9]。（始球式の目標金額100万円に対し、最終的には1154万円を集めた[39]。）4月25日にミッション2（@楽天生命パーク宮城）に挑戦[注 10][40][41]、5月22日の仙台PIT公演1部終了後に始球式挑戦者決定戦 ミッション3に挑戦[注 11]した。
- 4月、日本武道館でワンマンライブをする目標を公表した。
- 4月3日 - 4日、花の都 お江戸ライブ（@浅草花劇場）を開催。1日目に「HANA」を初披露し、2日目に2ndアルバム『東京インベーダー』のリリースと10月2日に大一番ライブを東京で開催することを発表した[42]。
- 4月29日 - 6月6日、Power Into Tohoku ツアー Team いぎなり東北産 2021を釜石[43]・いわき[注 12]・仙台・豊洲[44]のPITにて開催。
- 6月6日、2ndアルバム『東京インベーダー』がリリースされた[45][46]。オリコン デイリー アルバムランキング2位[47]。
- 6月29日、楽天イーグルス 対 北海道日本ハム戦（@楽天生命パーク宮城）にて桜ひなのが始球式を行った[注 13][48][49][50][51][52][53]。
- 7月28日 - 8月22日、絶対に拡散してはいけない写真展（@EBeanS）を開催[54]。
- 8月28日、日刊スポーツ 東北6県版にて連載「いぎなり東北産 日本武道館への道」が開始。概ね土曜朝刊に掲載される。
- 10月2日、大一番ライブ TOKYO INVADER（@TACHIKAWA STAGE GARDEN）を開催[55]。オフィシャルファンクラブ「いぎなり東北ファン倶楽部」開設[56][57]、翌年3月に「TOKYO INVADER II」が開催されることが発表された。「I decided」「真っ直ぐに、明日がある」を初披露。
- 10月30日、「ミューコミVR」 presents スタプラアイドルフェスティバル〜今宵、2人目のシンデレラが決まる〜（@横浜アリーナ）に出演。橘花怜がシンデレラに選ばれた[58][59][60][61][62]。
- 12月25日、いぎなりクリスマス(会) （@SENDAI GIGS）を開催[63][注 14]。2022年の大一番ライブ「サンプラ大一番」が中野サンプラザ、仙台サンプラザの2箇所で開催されることが発表された。1部 〜真っ白な恋編〜にて「ニュートロ」、2部 〜真っ赤な恋編〜にて「テキーナ」を初披露。

#### 2022年
- 3月5日、1stミニアルバム『武道館リハ』がリリースされた[64]。同日、1stミニアルバム『武道館リハ』リリースイベント（@EBeanS）開催。「線の物語」を初披露。
- 3月26日、TOKYO INVADER II（@TOKYO DOME CITY HALL）を開催[65][66][67]。「シャチョサン」を初披露。
- 5月29日、ユアテックスタジアム仙台にてJリーグ ベガルタ仙台 の応援アンバサダーに任命された。
- 6月1日、ヤマザキパン×いぎなり東北産 コラボパン発売開始。
- 7月10日 - 8月19日、東京行かないツアー 〜外堀を埋めろ！〜を（北海道・）仙台[注 15]・大阪・福岡・神奈川[注 16]の5会場にて開催。
- 7月31日、配信シングル『服を着て、恋したい』がリリースされた[68]。
- 9月23日、楽天イーグルス 対 北海道日本ハム戦のイベント（@楽天生命パーク宮城）に出演。試合前のセレモニアルピッチをメンバー全員で行った[69]。
- 11月11日、2ndミニアルバム『いぎなりメジャーデビュー』がリリースされた[70]。
- 11月23日、サンプラ大一番（@中野サンプラザ）を開催[71]。「Symphony」「HiGHER,HiGHER!!」を初披露。
- 12月24日、サンプラ大一番（@仙台サンプラザ）を開催。「ふたりの答え」「微妙」を初披露。

#### 2023年
- 3月5日 - 5月20日、全国絶対に負けないツアーを、宮城[注 17]・神奈川・兵庫・大阪・名古屋・千葉[注 18]・埼玉・福岡[注 19]・広島・北海道・東京[注 20][72][73]の延べ12会場にて開催。
- 3月6日、配信シングル『わざとあざとエキスパート』がリリースされた[74]。同曲はTikTokでバズり、5月8日にTikTok月間楽曲トレンドランキングで第1位となり[75]、5月9日からTikTok「わざとあざとエキスパート」投稿キャンペーン「わざとあざと選手権」が開催された[76]。2024年8月にTikTok総視聴回数が1億回を突破した[77]。カラオケは4月28日にJOYSOUNDで配信開始され、5月2日にはJOYSOUND新曲トレンドランキング（週間）で第2位となった[78]。8月にTBCラジオやABSラジオでパワープレイされ、10月には日本テレビ系『バズリズム02』10月期オープニングテーマに決定した。
- 6月11日、ベガルタ仙台のみやぎホームタウンデー（@ユアテックスタジアム仙台）に応援アンバサダーとして出演。
- 6月25日、オフィシャルファン倶楽部の初イベントとなる第1回 いぎなり東北ファン倶楽部の集い（@Spotify O-WEST）を開催[79]。
- 7月7日、ABSラジオの番組『タマリバ』で月1回レギュラーコーナー「いぎなり秋田でラジオっこ！」が開始。
- 8月9日、3rdミニアルバム『THE 東北産』がリリースされた[80]。
- 8月31日、楽天イーグルス 対 埼玉西武ライオンズ戦のイベント（@楽天生命パーク宮城）に出演[81]。
- 10月6日、冠番組『いぎなり東北産の いぎなり”やるっちゃ”東北産!マシマシ!!』がABSラジオ（秋田放送、金曜23:30-24:00）でも放送開始。
- 12月1日、動画配信サービスtopoにて「めざせ地上波 いぎなり配信中！」が配信開始。
- 12月29日、いぎなり東北産 2023年大一番ライブ 〜いぎなり伝説への幕開け〜（@パシフィコ横浜）を開催[82][83][84]するも満員には至らず、1年後の2024年12月29日に再びパシフィコ横浜でワンマンライブ（リベンジライブ）開催し今度こそ満員にすると誓った。

#### 2024年
- 1月14日、仙台にアーティストを招き対バンライブを行うシリーズ「A LIVE SENDAI」の第1回となるA LIVE SENDAI VOL.1（@仙台GIGS）を開催。≒JOYとの対バンイベント[85]。
- 1月27日、都内近郊フリー巡業の初回、一月場所を開催。以後、都内近郊フリー巡業を十二月場所まで毎月開催した[86]。
- 2月15日、配信シングル『狂くるどっかーん♡』がリリースされた[87][88][89]。
- 2月25日、桜ひなの・伊達花彩ユニットの配信シングル『轟』がリリースされた[90][91][92]。初のグループ内ユニットの配信シングル。
- 3月9日、配信シングル『沼れ！マイラバー』がリリースされた[93]。同曲は6月に日本テレビ系『バズリズム02』2024年6月期オープニングテーマとなる。
- 3月9日 - 4月6日、2024春ツアー TOHOKU-SAN EXPOを、宮城[94]・大阪・東京[95][96]の3会場にて開催。
- 4月6日、3rdアルバム『東北産万博』がリリースされた[97]。
- 5月3日 - 6月6日、いぎなり東北産 北東北ゴールデンめぐりを、八戸・大曲・盛岡[98][99]の3会場にて開催。
- 5月24日、楽天イーグルス（vs北海道日本ハム）のコラボイベント（@楽天モバイルパーク宮城）に出演、4年連続となるセレモニアルピッチなどを行う[100][101]。
- 5月26日、Jリーグ ベガルタ仙台（vs岡山）のコラボイベント（@ユアテックスタジアム仙台）に出演。6月27日に3年連続となるJリーグ ベガルタ仙台 応援アンバサダーに就任。
- 7月6日、いぎなり東北産 周年イベント《TOHOKU 9》（@リナワールド）を開催[102][103]。
- 7月26日、東京ワンマンライブ 〜年末への前哨戦〜（@かつしかシンフォニーヒルズ モーツァルトホール）を開催[104]。
- 8月2日、2022年7月31日に配信リリースされた楽曲「服を着て、恋したい」が、TikTokの8月1日付ウィークリーチャートで2位を獲得。楽曲関連動画の再生数は2千万回を超え、ハッシュタグ部門のトレンドランキングでも関連ワードが上位となる[105][106]。
- 8月10日 - 8月18日、都内近郊フリー巡業 八月場所を8日間開催[107][108]。
- 9月29日、東京ワンマン〜年末への前哨戦〜 仙台追加公演（@仙台電力ホール）を開催[109][110]。
- 11月22日、配信シングル『チョコスプレー♡』がリリースされた[111]。12月中旬、TikTokハッシュタグ部門トレンドランキングにて、1位 #いぎなり東北産、3位 #チョコスプレー、4位 #チョコスプ など東北産関連ワードがランクインした[112]。
- 12月7日 - 8日、いぎなりクリスマス2024（@仙台PIT）を開催。
- 12月15日、ニコニコチャンネル+にて「いぎなり東北産のもっと夢中になって」が配信開始。
- 12月29日、いぎなり東北産 リベンジライブ（@パシフィコ横浜）を開催[113][114][115][116]。チケットは11月30日に完売[117][118]、会場は満員となり、目標として掲げていた[119]日本武道館でのワンマンライブを2025年7月9日に開催することを発表した[120][121][122][123][124]。

### メジャーデビュー

#### 2025年
- 4月26日、いぎなり野音LIVE '25（@日比谷公園野外大音楽堂）を開催[125]。
- 5月3日 - 5月6日、南東北ゴールデンめぐりを、いわき・山形・仙台の3会場にて開催。
- 5月24日、楽天イーグルス（vs北海道日本ハム）のコラボイベント（@楽天モバイルパーク宮城）に出演、5年連続となるセレモニアルピッチなどを行う[126][127][128][129][130][131]。
- 5月31日、配信シングル『ツンデレラ』がリリースされた。
- 7月7日、配信シングル『背徳のエビデンス』がリリースされた。
- 7月9日、ワンマンライブ「TOHOKU9」（@日本武道館）を開催、avex traxからメジャーデビューすることなどを発表した[132][133]。
- 7月14日、配信シングル『Beyond the screen』がリリースされた。
- 8月9日、デビュー10周年。10月8日にメジャー1stシングル『らゔ♡戦セーション』を発売すると発表した[134]。

## 作品

### シングル
| # | タイトル                  | リリース日     | 収録曲                                                                        |
| - | ------------------------- | -------------- | ----------------------------------------------------------------------------- |
| 1 | 天下一品 〜みちのく革命〜 | 2017年3月26日  | 1. 天下一品 〜みちのく革命〜 2. ワンダフル東北                                |
| 2 | ハイテンションサマー！    | 2017年7月30日  | 1. ハイテンションサマー！ 2. 妄想方程式                                       |
| 3 | トラベル                  | 2017年11月19日 | 1. トラベル 2. Papa                                                           |
| 4 | いただきランチャー        | 2018年3月21日  | 1. いただきランチャー 2. シャニムニポジティボー 3. 乾杯ニッポン               |
| 5 | おのぼりガール            | 2018年7月14日  | 1. おのぼりガール 2. feeling 3. 恋はじめ 4. HOME                              |
| 6 | 百花繚乱物語              | 2018年11月23日 | 1. 百花繚乱物語 2. 青春修学旅行 3. リライトガール 4. TOHOKU FUNKY RAIL        |
| 7 | Burnin'Heart              | 2019年4月27日  | 1. Burnin'Heart 2. 我ら 3. サンセット 4. コンビニエント・エゴ 5. Love is here |
| 8 | No Make                   | 2019年11月23日 | 1. No Make 2. BUBLLE POPPIN 3. Let's シンガソング 4. あなたは                 |
| 9 | re;star                   | 2020年10月24日 | 1. re;star 2. Chim Chim Chim Knee 3. 宇宙に行こう！ 4. おぼろ花火             |

| # | タイトル          | リリース日    | 収録曲                       |
| - | ----------------- | ------------- | ---------------------------- |
| 1 | らゔ♡戦セーション | 2025年10月8日 | 1. らゔ♡戦セーション ほか3曲 |

### アルバム
| # | タイトル         | リリース日    | 収録曲 |
| - | ---------------- | ------------- | --- |
| 1 | 東北インバウンド | 2020年3月20日 | 1. 伊達サンバ 2. 天下一品 〜みちのく革命〜2020ver. 3. Trophy Girl 4. ハイテンションサマー！ 2020ver. 5. トラベル 6. ウィンターのアゲアゲバッコーン！ 7. いただきランチャー 8. おのぼりガール 9. sister 10. 百花繚乱物語 11. Burnin' Heart 12. No Make 13. 桜プロミス 14. 3000days |
| 2 | 東京インベーダー | 2021年6月6日  | 1. re;star 2. HANA 3. うぢらとおめだづ 4. 気楽にいこうよ 5. 深夜特急 6. Whatever 7. Action! 8. 未成年 9. Fly Out 10. Being 11. ワンダフル東北 〜New ver.〜 |
| 3 | 東北産万博       | 2024年4月6日  | 1. 大勝利宣言 2. 狂くるどっかーん♡ 3. ゾンビソサエティー 4. 沼れ！マイラバー 5. 恋愛フィルター 6. TOHOKUちゃんぷるー 7. トーホク・ラブ・ストーリー 〜恋はいつも突然に〜 8. 轟 9. イヤギハジャ 10. ばんださん 11. 旅の途中 12. 東京アレルギー                                      |

### ミニアルバム
| # | タイトル                                 | リリース日     | 収録曲 |
| - | ---------------------------------------- | -------------- | --- |
| 1 | 武道館リハ                               | 2022年3月5日   | 1. シャチョサン 2. I decided 3. ニュートロ 4. テキーナ 5. 真っ直ぐに、明日がある 6. 線の物語              |
| 2 | いぎなりメジャーデビュー                 | 2022年11月11日 | 1. メタハンマー 2. HiGHER,HiGHER!! 3. 服を着て、恋したい 4. ふたりの答え 5. スズメDANCE 6. Symphony       |
| 3 | THE 東北産                               | 2023年8月9日   | 1. 結び 2. わざとあざとエキスパート 3. どっち？こっち？どうすっぺ！ 4. 負けないうた 5. NIWAKA 6. 飛ぶぞ！ |
|   | Blu-ray『REVENGE LIVE』 特典ミニアルバム | 2025年4月25日  | 1. あーぐれす 2. チョコスプレー♡ 3. Viper 4. オランジェット 5. アイドルは正義♡ 6. ナイツオブナインズ！    |

### 配信限定シングル
| 曲名              | 作詞           | 作曲            | 編曲            | 備考                                                                                        |
| ----------------- | -------------- | --------------- | --------------- | ------------------------------------------------------------------------------------------- |
| 微妙              | Wisteria       | まじかる☆ひもり | まじかる☆ひもり | 歌 北美・葉月・安杜・桜・藤谷 2022年12月24日 サンプラ大一番において初披露 2023年1月1日 配信 |
| ツンデレラ        | YAMATSU        | YAMATSU         | YAMATSU         | 2025年5月31日 配信                                                                          |
| 背徳のエビデンス  | mitoha         | 松隈ケンタ      | SCRAMBLES       | 2025年7月7日 配信                                                                           |
| Beyond the screen | まじかるひもり | まじかるひもり  | まじかるひもり  | 2025年7月14日 配信 受注生産Blu-ray『七転八倒それで九。』主題歌                              |

### その他楽曲
| 曲名         | 作詞 | 作曲    | 編曲 | 備考                                                                   |
| ------------ | ---- | ------- | ---- | ---------------------------------------------------------------------- |
| 東北産出囃子 |      | kyo     |      | 2017年7月16日 いぎなり東北産×HMVコラボグッズ販売特典イベントにて初披露 |
| いぎなり魔曲 |      | BigBoom |      | 2022年8月14日 7周年記念収穫祭にて初披露                                |

### 参加作品
| 曲名     | 作詞     | 作曲   | 編曲       | 備考                                                           |
| -------- | -------- | ------ | ---------- | -------------------------------------------------------------- |
| 夢幻歌劇 | オークラ | カンケ | 柏崎三十郎 | 「えびとう産」として桜エビ〜ずとコラボ 2017年3月26日にMVを公開 |

| No. | 曲名                   | 作詞             | 作曲           | 編曲           | 備考                                                                    |
| --- | ---------------------- | ---------------- | -------------- | -------------- | ----------------------------------------------------------------------- |
| 1   | We Are “STAR”          | 水野良樹         | 水野良樹       | nishi-ken      | 2018年7月27日にMVを公開 2018年7月11日に いぎなり東北産 ver.の動画を公開 |
| 2   | CatWalk                | 浅利進吾         | 浅利進吾       | CMJK           | KAMOSHIKA として橘が参加                                                |
| 4   | ハラハラGood!Good!     | EIGO             | Haruhito Nishi | Haruhito Nishi | GIANTS HORSE として律月が参加                                           |
| 6   | 夢は何千回も逃げていく | 松隈ケンタ×JxSxK | 松隈ケンタ     | SCRAMBLES      | 歌馬之介 として伊達が参加                                               |

### 映像作品
- 俺の藤井 2016 in さいたまスーパーアリーナ 〜Tynamite!!〜第1回 ワンデイワールドリーグ戦 ＆ やっぱりライブ！スタフェス〜2016〜（2016年5月25日発売、スターダストレコーズ）
- 夏S 2018 ももクロトリビュート 〜みんなで10周年をお祝いしちゃうぞ!〜 Complete Box（2018年3月27日発売、スペースシャワーネットワーク）[140]
- Burnin’Heart その①(CD＋DVD) ＜いぎなり東北大忘年会＞（2019年4月27日発売、株式会社スターダストプロモーション）
- 祝東京初ワンマン単独（2020年2月29日発売、株式会社スターダストプロモーション）
- 東北インバウンド＋映像 ＜いぎなり東北大大忘年会＞（2020年4月12日発売、株式会社スターダストプロモーション）
- 祝配信ワンマン単独（2020年10月2日発売、株式会社スターダストプロモーション）
- 東北インバウンドツアー CLUB CITTA'（2020年12月20日発売、株式会社スターダストプロモーション）[33]
- 2ndアルバム『東京インベーダー』（豪華限定盤） ＜いぎなり県民2days＞（2021年6月6日発売、株式会社スターダストプロモーション）
- 1stミニアルバム『武道館リハ』（豪華盤）＜TOKYO INVADER＞（2022年3月5日発売、株式会社スターダストプロモーション）
- 2ndミニアルバム『いぎなりメジャーデビュー』（豪華盤） ＜TOKYO INVADER Ⅱ＞（2022年11月11日発売、株式会社スターダストプロモーション）
- 東京行かないツアー〜外堀を埋めろ！〜ファイナル公演 KT Zepp Yokohama（2023年1月14日発売、株式会社スターダストプロモーション）
- 3rdアルバム『THE 東北産』（豪華盤） ＜全国絶対に負けないツアー＞（2023年8月9日発売、株式会社スターダストプロモーション）
- 3rdミニアルバム『東北産万博』（豪華盤） ＜2023年大一番ライブ＞（2024年4月6日発売、株式会社スターダストプロモーション）
- 2024春ツアー「TOHOKU-SAN EXPO」東京公演（2024年9月29日発売、株式会社スターダストプロモーション）[141][142]
- REVENGE LIVE（2025年4月25日発売、株式会社スターダストプロモーション） - 特典ミニアルバム（6曲収録）付属

## タイアップ一覧
| 使用年 | 楽曲                     | タイアップ先                                            | 出典    |
| ------ | ------------------------ | ------------------------------------------------------- | ------- |
| 2022年 | メタハンマー             | 『バズリズム02』(日本テレビ系列) 11月オープニングテーマ | [ 143 ] |
| 2023年 | わざとあざとエキスパート | 『バズリズム02』(日本テレビ系列) 10月オープニングテーマ | [ 144 ] |
| 2024年 | 沼れ！マイラバー         | 『バズリズム02』(日本テレビ系列) 6月オープニングテーマ  | [ 145 ] |

## 出演
メンバー個人での出演については、橘花怜、律月ひかる、北美梨寧、安杜羽加、吉瀬真珠、桜ひなの、藤谷美海、伊達花彩、葉月結菜）を参照。

### テレビ
- 三又ノ番組（2016年4月7日、2017年2月2日、2018年8月23日ほか不定期出演 東日本放送）
- サンドの新春初売りTV2017（2017年1月1日 tbc東北放送）
- HOT WAVE（2017年1月29日、4月16日、2018年4月8日 テレビ埼玉）
- てれまさむね（2017年3月27日 NHK仙台）[146]
- OH!バンデス（2017年12月20日、2018年3月20日、2018年12月25日 ミヤギテレビ）
- スタプラローカリズム vol.1 〜狼煙をあげろ in 台湾〜 #1（#1:2019年9月29日、#2:2019年10月27日 フジテレビTWO）
- 石ちゃん&美女軍団 仙台!絶品お肉と海鮮だい!ご馳走ツアー（2020年1月25日 日本テレビ）
- カミナリが行く！宮城㊙グルメドライブ（2020年3月28日 東日本放送）[147][148][149] - 橘、伊達
- カミナリが行く！宮城㊙グルメドライブ2（2020年6月27日 東日本放送）[150][151] - 北美、安杜、橘、桜
- サンドのぼんやり〜ぬTV（2020年9月19日 tbc東北放送） - 葉月、橘
- カミナリが行く！宮城㊙グルメドライブ3（2020年9月26日 東日本放送）[152][153] - 橘
- ももクロと行く！（2020年11月7日、11月14日 BS日テレ） - 律月、橘、桜、藤谷
- エビ中の青春女子旅〜秋田ものしり王決定戦〜（2020年12月29日 秋田放送） - 律月、桜
- カミナリが行く！宮城㊙グルメドライブ4（2021年3月20日 東日本放送）[154] - 橘、伊達
- しおこうじ玉井詩織×坂崎幸之助のお台場フォーク村NEXT（2021年7月15日 フジテレビNEXT）
- チャージ!（2021年10月18日 東日本放送） - エンドーチェーン公式ジャスwithいぎなり東北産[155] - 葉月、伊達
- えび☆ステ（2021年11月5日 秋田放送） - 律月、伊達
- しおこうじ玉井詩織×坂崎幸之助のお台場フォーク村NEXT（2022年1月27日 フジテレビNEXT）
- かれんと可憐なシンデレラレッスン（2022年3月9日、BSスカパー!）[156]
- OH!バンデス（2022年6月18日 ミヤギテレビ） - 葉月、橘
- サタふく（2022年6月25日　福テレ）[157]-安杜、橘、藤谷
- バズリズム02（2022年11月11日 日本テレビ系）[158]
- サンドのぼんやり〜ぬTV（2022年12月17日 東北放送）
- あなたの“伴走曲”は何ですか？（2023年3月3日 NHK総合 仙台、3月10日 NHK総合 全国）
- NHK 東北6局「NHK東北温泉地応援プロジェクト」（2023年） - テーマソング「とうほくであったまろう」と「お湯ダンス」で東北の温泉地や観光地を応援[159]、いぎなり東北産の推し温泉の紹介など
- NHK仙台放送局 震災伝承プロジェクト「あの日、何をしていましたか？」（2023年）[160]
- ZIP！SUNDAY（2023年7月2日 秋田放送）
- バズリズム02（2023年10月20日深夜 日本テレビ系列） - スタジオライブ
- ABS秋田放送開局70周年「チョコプラ × アキタカモスメシ エビ中＆東北産 秋田ロケ！ 藤あや子も太鼓判！ 長田も松尾もSHELLY も驚愕！秋田醸造ウマイモノSP！」[161]（2023年11月17日 秋田放送） - 2024年1月にかけて全国各地の放送局でも放送
  - PIA LIVE STREAMにて「私立恵比寿中学＆いぎなり東北産収録の裏側全部みせます！驚がくのアキタカモスメシ！」も配信
- 大好き♡東北 定禅寺しゃべり亭（2023年12月2日 NHK総合 東北地方）
- TOHOKU SOULFUL（2024年3月22日 NHK総合 東北地方）[162] - 2024年5月5日に60分拡大版を放送
- いきなり福島プラス1（2023年3月30日 福島テレビ）[163] - 冠特番
- 推しの木（2024年5月21日深夜 フジテレビ）
- バズリズム02（2024年6月7日深夜 日本テレビ系列） - スタジオライブ
- Iwateen（NHK総合 岩手県内） - 2024年6月8日放送「いぎなりインターン アイドル」ほか
- 全力アピール〜アダムシアター〜（2024年3月25-28日 8月8日 9月23日 深夜 TBSテレビ） - 9月23日は全力アピールご褒美スペシャルにランキング1位として出演
- あすとつながるテレビ 宮城がもっと好きになる記念日（2024年9月28日 東日本放送）[164] - 吉瀬、橘、葉月、桜
- VIPを熱烈歓迎！宮城でもてなし隊（2024年12月28日 東日本放送）[165][166] - 葉月、伊達、安杜
- TOHOKU SOULFUL 〜東北と能登にエールを〜（2025年2月28日 NHK総合 東北地方、3月7日 NHK総合全国）
- TIF presents ONE SONG FES.（2025年7月25日深夜、フジテレビ）
- 生中継！tbc夏まつり2025（2025年7月26日、東北放送）

### ラジオ
- （らじいしワイド764内コーナー）いぎなり東北産の いぎなり"やるっちゃ"東北産！（2017年1月5日 - 3月30日、ラジオ石巻 毎週木曜10:15 - 10:25）
- いぎなり東北産の いぎなり”やるっちゃ”東北産!マシマシ!!（2017年4月7日 - 2024年6月28日 毎週金曜18:30 - 19:00、ラジオ石巻 ※再放送 2018年4月8日 -  毎週日曜17:00～17:30）[167]
  - 提供：阿部勝自動車、advance growing（らーめん おっぺしゃん など）、HMV仙台EBeanS、木の屋石巻水産
  - 2023年10月からABSラジオ（秋田放送）でも放送を開始（毎週金曜23:30 - 24:00）
- ミュ〜コミ+プラス（2019年11月26日、ニッポン放送）[168][169]
- いぎなり東北産のオールナイトニッポン0(ZERO)（2023年1月14日、ニッポン放送）
- ヒトリ歩き（2023年6月30日 - 毎週金曜22:00 - 22:30、ラジオ3 ※第５金曜日 週替りパーソナリティ）
- （タマリバ内月イチレギュラーコーナー）「いぎなり秋田でラジオっこ！」（2023年7月7日 - 2025年3月21日、ABSラジオ 毎週金曜22:00-23:00）

### CM・広告
- 阿部勝自動車[170][171][172][173][174]
- CYOPA - 安杜、吉瀬、藤谷、伊達
- 昭和ドライバーズカレッジ[175] - 藤谷、伊達
- 仙台PARCO[176][177][178][179]

### ネット配信
- いぎなり東北産 公式 YouTube[180] - 「いぎなり軍団」
- EBeanS公式 YouTube[181]
  - 「いぎなり探検隊」 - メンバーがイービーンズ館内を探検し気になるものを紹介していく探検バラエティー番組
  - 「安杜農園」 - 安杜羽加がイービーンズの屋上で農園作りにチャレンジした
- いっきゅうオンデマンド YouTube[182]
- GRAPHIC TOY CHANNEL「いぎなり東北産が来てくれた。〜GRATOY STUDIO Vol.01〜」[183]
- はちみつロケットOfficial Channel「はちみつロケットの8時まではちロケ丼 #21」[184]
- いぎなり東北産「いぎなり東北大忘年会」[185][186]
- 神宿 KAMIYADO「【コラボ】いぎなり東北産さんとガチバトル！！！」[187]
- 異色の時間（2021年6月21日配信）[188]
- ドイツの漫画アニメイベント「Connichi 2021」に2021年7月31日のライブ映像とコメントが「ALTERNATIVE MUSIC EXPRESS Special Panel」として配信
- WONDER WHEEL（2022年3月15日） - YouTube
- ライブコマースサービス &L&（アンドランド）「いぎなり東北名産」（2022年4月17日、2022年5月11日、2022年6月22日、2022年7月27日、ローソンエンタテインメント）[189]
- au PAY マーケット「ライブTV」（2023年6月3日）
- TikTok LIVE「IDOL Trend」（2024年7月24日）
- 乃木坂46がMCのアイドル番組「生のアイドルが好き」（2025年3月10日、ニコニコ生放送） - 橘、律月、桜
- 東北の動画・情報配信サービス topo「いぎなり“生”配信中！」[190]（2024年8月） - 8月5日 仙台七夕花火・山形花笠まつり、8月6日 仙台七夕まつり
- 東北の動画・情報配信サービス topo「めざせ地上波 いぎなり配信中！」（2023年12月 - ） - 東北のテレビ朝日系列6局が共同で運営するサービス[191]
- ニコニコチャンネル+「いぎなり東北産のもっと夢中になって」（2024年12月 - ）[192]
  - 2025年1月から、刺激ストロングチャンネルでも放送

### コラボレーション
- いぎなり東北産 × ヴィレヴァン（2019年 - 、ヴィレッジヴァンガードとのコラボ商品やイベント）
- いぎなり東北産 × おっぺしゃん（2019年、いぎなり東北産監修わかめと大葉の絶品らーめんwithとろろ）
- いぎなり東北産 × つけ麺おんのじ（2021年、完熟トマト＆チーズのいぎなりまぜそば）
- いぎなり東北産 × 木の屋石巻水産[193]（2021年 - 、缶詰セット）
- いぎなり東北産 × つけ麺おんのじ × 木の屋石巻水産（2022年、金華さばの辛味噌まぜ麺、金華さばと納豆のひっぱりつけ麺、金華さばユッケ飯）
- ヤマザキパン × いぎなり東北産[194]（2022年、アーモンドクイニーアマン、塩チョコクッキーパン、ちぎれるピザパン、りんごのロールケーキ）
- 株式会社エンドーチェーン × 八木山ベニーランド アンバサダー（2022年、ベニーエンドー応援アイドル）[195]
- TRAVAS TOKYO × いぎなり東北産 SPECIAL COLLABORATION[196]（2022年、コラボベースボールシャツ、コラボTシャツ）
- KINOYA PRESENTS いぎなり東北水族館（2022年7月18日、仙台うみの杜水族館）[197]
- いぎなり東北産 × SPINNS（2022年、コラボレーションアイテム）[198]
- 楽天地×錦糸町パルコのクリスマス・キャンペーン（2022・2024年）[199]
- いぎなり東北産×ロードモバイル（2023年1月5日 18:00～2023年1月31日 18:00　いぎなり！うぢらとおめだずでロードモバイル）
- いぎなり東北産 × e☆イヤホン コラボイヤホン総選挙（2023年4月22日）[200]
- いぎなり東北産 × FRUIT OF THE LOOM コラボ商品（2023年） - baseyard tokyoにコラボBOOTH設置、来店イベントも開催
- スポーツオーソリティ UNDER ARMOUR Rival Fleece Hoody メインビジュアルモデル（2023年） - 全国のスポーツオーソリティにビジュアルポスター、イオンモールりんくう泉南やイオンモール新利府でイベントを開催[201]
- いぎなり東北産 × S-PAL仙台 OUTER BOOTS FAIRコラボレーション（2023年）
- イービーンズ イルミネーション いぎなり東北産コラボ（2023年、仙台EBeanS）
- 私立恵比寿中学秋田分校 日の丸醸造コラボ日本酒（2023年） - 20歳以上のメンバー6名とコラボレーション
- 私立恵比寿中学秋田分校 日の丸醸造コラボ日本酒（2024年） - 「純米大吟醸 まんさくの花」と20歳以上のメンバー7名がコラボレーション
- THE東北産×THE ROOF TOP E GARDEN いぎなり〜バレンタインカフェ〜（2024年2月、EBeanS 4階 THE LOOF TOP E GARDEN）
- TVアニメ『道産子ギャルはなまらめんこい』コラボオンラインくじ（2024年）
- エンドーチェーン95周年 いぎなり東北水族館2024（2024年4月20日：仙台うみの杜水族館、4月21日：仙台駅前イービーンズ）
- シークレットサロン シャインオイルミスト（2024年 - 、BCLカンパニー）[202] - 店頭POP ほか
- 青森屋 応援隊（2025年、星野リゾート）[203]
- いぎなりカフェ-TOHOKU9-（2025年）[204] - 6月7日-7月13日（@東京 S-PiCK CAFE）、6月7日-6月25日（@京都 CAFE STAND KYOTO）
- TVアニメ『彼女、お借りします』（4期）とのコラボオンラインくじ（2025年）[205]
- いぎなり東北産 × 三井ショッピングパークカード≪セゾン≫ コラボキャンペーン（2025年）[206]
- ラウンドワン コラボ（2025年10月7日 - ）

### その他
- 復興ありがとうホストタウン SING ALONG PROJECT[207][208]（2021年、ホストタウンハウス）
- ベガルタ仙台 応援アンバサダー[209]（2022年5月29日 - ）[210][211]
- みやぎケアサポーターズ（2022年、宮城県介護イメージアップ事業）[212]
- 仙台Tシャツフェスティバル（2023年）
- いぎなり東北ミュージアム 〜伝説への決起集会〜（2023年、hmv museum 渋谷5）[213]、いぎなり東北ミュージアム 〜伝説への決起集会〜 POP UP（2023年、HMV仙台EBeanS）
- 公開録音企画「PARCO×Date fm “CLUB HOUSE SOUND”」（2024年4月19日、仙台パルコ本館） - 2024年4月22日にDate fmで放送
- 「〜君が宮城でやりたいこと〜おしごとBOOK2024」イメージモデル[214]（2024年） - 宮城県内の中学生に配布される冊子
- WEBマガジン『月刊まっぷる』（昭文社）
  - 2023年3月号「いぎなり東北産の仙台推しガイド」[215][216]
  - 2023年6月号「いぎなり東北産の山形推しガイド 前編」[217][218]
  - 2023年7月号「いぎなり東北産の山形推しガイド 後編」[219][220]
  - 2024年2月号「青森県の推しみやげ」[221] - 「東北の推しみやげ」全6回の第1弾
  - 2024年3月号「岩手県の推しみやげ」[222]
  - 2024年4月号「宮城県の推しみやげ」[223]
  - 2024年5月号「山形県の推しみやげ」[224]
  - 2024年6月号「秋田県の推しみやげ」[225]
  - 2024年7月号「福島県の推しみやげ」[226]
- メタバース「スターダストランド」（2024年） - スタトレ、スタダマガジン
- ミルクでエール！応援団（2024年、東北生乳販売農業協同組合連合会）[227]
- いぎなり東北産カレンダー2025.4-2026.3（2025年2月26日）[228][229]
- 仙台放送「春の番組広報大使」（2025年）
- EBeanS 10周年&メジャーデビュー祝福企画（2025年8月）[230]

## 書籍

### 雑誌
- SCHOOL GIRLS BOOK 2015 country side（2015年10月15日発売、東京ニュース通信社）  - 律月、湊、北美、葉月、安杜
- Top Yell NEO 2016～2017（2016年12月28日発売、竹書房）
- Top Yell（2017年2月6日発売、竹書房） 「俺のネクストガールズ2017～もちろん藤井～」
- Top Yell（2017年6月6日発売、竹書房） いぎなり東北産・桜エビ〜ず ツーマンライブ「仕事だから仲良くするよ！」
- Top Yell NEO '17 SUMMER（2017年6月30日発売、竹書房） - 湊、橘、伊達
- Top Yell（2018年2月6日発売、竹書房） 「西日本アイドルフェスティバル」
- 日経エンタテインメント！ スターダストプラネットSpecial（2018年7月19日発売、日経BP社）[231]
- せんだいタウン情報S-style（プレスアート） - 2028年4月号（2018年3月23日発売 「アイドル深掘隊」[232]）、2020年4月号 いぎなり東北版（2020年3月20日発売）、2020年4月号（2020年3月25日発売）、2020年5月号（2020年4月24日発売）、2020年6月（2020年5月25日発売）、2021年3月号（2021年2月25日発売 律月、吉瀬、橘、桜）[233][234]、2022年1月号（2021年12月24日）[235]、2023年8月号（2023年7月25日発売）[236]
- るるぶFREE 仙台・松島22春（2022年9月16日発行、JTBパブリッシング）[237]
- VVmagazine vol.100（2022年10月28日発行、ヴィレッジヴァンガード）[238]
- IDOL FILE Vol.30 SCHOOL FASHION（2023年6月16日発売、シンコーミュージック・エンタテイメント）[239] - 橘、桜
- VDC Magazine 027（2023年6月23日発売）[240] - 表紙、VDC Express Vol.11にも掲載、第8回『VDC Magazine パネル展』をタワーレコード渋谷店で開催
- 週刊少年チャンピオン 40号（2023年8月31日発売、秋田書店）
- JUNON 2024年8月号[241]（2024年6月21日発売、主婦と生活社）
- Zipper 2024年秋号（2024年9月28日発売、祥伝社）
- VVmagazine（2024年、ヴィレッジヴァンガード） - 3月29日発行のVol.117から一人ずつ掲載
  - 2025年1月8日発行のVol.126はメンバー全員掲載 裏表紙
- IDOL AND READ 高田メタルSpecial!（2024年12月6日発売、シンコーミュージック・エンタテイメント） - 表紙[242][243]
- BOMB 2025年1月号（2024年12月9日発売、ワン・パブリッシング）
- Top Yell NEO 2024〜2025（2024年12月27日発売、竹書房） - いぎなりちゃん（橘、桜、藤谷、伊達）
- IDOL AND READ 041（2025年2月5日発売、シンコーミュージック・エンタテイメント）
- Top Yell NEO 2025 SPRING（2025年3月31日発売、竹書房） - とうほくちゃん（律月、北美、安杜、吉瀬、葉月）
- JUNON 2025年8月号（2025年6月20日発売、主婦と生活社） - 桜、藤谷、伊達
- VV magazine Vol.132（2025年6月28日発行、ヴィレッジヴァンガード）
- BUBKA 2025年8月号（2025年6月30日発売、白夜書房）
- 仙台経済界 25.7-8月号（2025年7月1日発売、仙台経済界）
- IDOL FILE Vol.36（2025年7月4日発売、シンコーミュージック・エンタテイメント）[244] - バックカバー
- ビッグコミックスピリッツ（2025年8月18日発売、小学館） - 表紙

### 新聞
- 河北新報こども新聞 週刊かほピョンプレス（2019年3月10日発売、河北新報社）[245]
- 河北新報（2021年12月24日）[246]
- 日刊スポーツ 東北6県版（2021年 - 、概ね土曜朝刊に掲載）
  - いぎなり東北産をいぎなり知りたい（2021年6月12日[247][248][249]、6月19日[250][251][252]、6月26日[253][254][255]）
  - いぎなり東北産 日本武道館への道（2021年8月28日[119]、9月4日[256]、9月11日[257]、9月18日[258]、9月25日[259]、10月2日[260]、10月9日[261]、10月16日[262]、10月23日[263]、2023年5月20日[264]、2023年7月29日[265]、2023年8月5日[266]、2023年10月14日[267]、2023年12月16日[268]、12月23日[269]、2024年1月6日[270]、1月13日[84]、2025年1月11日[114]、7月5日[271]、7月10日、8月2日[272] ほか）
  - いぎなり東北産 RE：STRAT 新たなステージへ（2025年8月9日 - ）

## ライブ・イベント
小目次: 主なライブ - ツアー - その他ライブ（2025年） - イベント出演（2025年）

### 主なライブ
- 私をベニーに連れてって（2016年7月3日、八木山ベニーランド） - 新メンバー藤谷美海の加入、橘花怜がリーダー、葉月結菜が副リーダー、ツイキャスを隔週行うこと、オリジナル曲を作ることが発表された。
- あわてんぼうのサンタフェ（2017年12月23日、仙台市若林区文化センター ホール） - 534人を動員し、目標としていた500人を達成。MV産は橘となり翌年に生誕祭を開催することが発表された。「乾杯ニッポン」を初披露。
- いぎなり東北大忘年会（2018年12月30日、仙台PIT） - 1021人を動員。オフィシャルホームページ開設、2019年3月に東北ライブハウス巡り、12月29日にいぎなり東北大大忘年会（@仙台サンプラザホール）が開催されること、また、MV産は律月となり翌年に生誕祭が開催されることが発表された。「TOHOKU FUNKY RAIL」「Love is here」「コンビニエント・エゴ」「我ら」を初披露。
- 祝東京初ワンマン単独（2019年8月31日、TSUTAYA O-WEST）
- いぎなり東北大大忘年会（2019年12月29日、仙台サンプラザ） - 2020年3月に初のアルバム『東北インバウンド』のリリース、春に名阪川仙ツアー、12月26、27日にいぎなり県民2days（@東京エレクトロンホール宮城）を開催すること、また、MV産は伊達となりオリジナルソロ曲を作ること、2020年に全員の生誕祭を開催することが発表された。「3000days」を初披露。
- 祝配信ワンマン単独（2020年8月2日配信） - 「宇宙に行こう！」を初披露
- いぎなり県民2days（2020年12月26-27日、東京エレクトロンホール宮城） - 1日目は「Action!」「気楽にいこうよ」を初披露し、いぎなり県民ドラフト会議も実施した。2日目は「Whatever」を初披露し、2021年4-6月にPITツアーを開催することが発表された。
- 花の都 お江戸ライブ（2021年4月3-4日、浅草花劇場）
- 大一番ライブ TOKYO INVADER（2021年10月2日、TACHIKAWA STAGE GARDEN） - 来春「TOKYO INVADER II」開催を発表
- TOKYO INVADER II（2022年3月26日、TOKYO DOME CITY HALL）[66]
- サンプラ大一番（2022年11月23日、中野サンプラザ）[71]
- サンプラ大一番（2022年12月24日、仙台サンプラザ）
- いぎなり東北産 2023年大一番ライブ 〜いぎなり伝説への幕開け〜（2023年12月29日、パシフィコ横浜）[82] - 1年後のリベンジを誓う
- いぎなり東北産 リベンジライブ（2024年12月29日、パシフィコ横浜）[113] - 満員の会場で日本武道館ワンマンライブ開催を発表
- いぎなり野音LIVE '25（2025年4月26日、日比谷公園野外大音楽堂）[125]
- TOHOKU9（2025年7月9日、日本武道館）[132][273][274][272] - avex traxからメジャーデビュー発表

### ツアー
みちのく車旅
2017年8月12日 山形編 新星堂エスパル山形店、8月13日 福島編 タワーレコード郡山店、8月14日 隣駅編 大宮アルシェ、8月16日 青森編 HMVイオンモールつがる柏
東北ライブハウス巡り 〜麗らかにウリャオイ！〜
2019年3月3日 盛岡 CLUB CHANGE WAVE、3月16日 仙台 CLUB JUNK BOX、3月17日 郡山 HIP SHOT JAPAN、3月23日 山形 MUSIC SHOWA SESSION、3月30日 秋田 Club SWINDLE、3月31日 青森 Quarter
9月22日 （東北ライブハウス巡り’19 〜道産子とウリャオイ！〜） 札幌SOUND CRUE
2020年2月9日 （東北ライブハウス巡り 〜イーヤーサーサー！〜） 沖縄Output
東北文化遺産をたずねて〜静かにしろい この音が......東北産を甦えらせる〜
2019年6月8日 郡山公会堂、6月16日 文翔館、6月22日 岩手銀行赤レンガ館
いぎなり! ザ・ワールドツアー
2019年 8月10日 EBeanS、8月12日 チャチャワールド、8月13日 （アイドル水かけ祭り2019） アメリカンワールド、8月15日 リナワールド、8月17日 ベニーランド
東北インバウンドツアー 川崎・仙台
2020年10月5日 川崎CLUB CITTA'、10月24日 仙台PIT
Power Into Tohoku ツアー Team いぎなり東北産 202
2021年4月29日-30日 釜石PIT、5月2日-3日 いわきPIT、5月22日 仙台PIT、6月6日 豊洲PIT
東京行かないツアー 〜外堀を埋めろ！〜
2022年7月30日 仙台PIT、8月6日 なんばHatch、8月7日 DRUM LOGOS、8月19日 KT Zepp Yokohama
2022年7月10日 （東京行かないツアー プレライブ 〜外堀を埋めろ！〜） PENNY LANE24
全国絶対に負けないツアー
2023年3月5日 仙台PIT、3月12日 横浜ベイホール、3月18日 神戸Harbor Studio、3月19日 Takara Osaka、3月21日 名古屋ダイアモンドホール、4月8日 柏PALOOZA、4月9日 HEAVEN'S ROCK さいたま新都心VJ-3、5月3日 DRUM LOGOS、5月5日 LIVE VANQUISH、5月13日 PENNY LANE24、5月19日-20日 LINE CUBE SHIBUYA
2024春ツアー TOHOKU-SAN EXPO
2024年3月9日 SENDAI GIGS、3月31日 大阪BIGCAT、4月6日 豊洲PIT
いぎなり東北産 北東北ゴールデンめぐり
2024年 5月3日 八戸市公会堂、5月5日 大曲市民会館、5月6日 岩手県民会館
南東北ゴールデンめぐり
2025年5月3日 いわき市文化センター、5月5日 山形中央公民館、5月6日 SENDAI GIGS
いぎなり10周年ライブ
2025年8月10日 オリックス劇場、8月17日 リナワールド、8月22日 大宮ソニックシティ
全国Zeppツアー2026
2026年1月10日 Zepp Fukuoka、1月11日 Zepp Namba、1月23日 Zepp Nagoya、1月24日 Zepp DiverCity、2月8日 Zepp Sapporo

### その他ライブ

#### 2015年
- 東北産を忘れないでくださイベント（12月5日、EBeanS） - 京本紗采、芸能2部新グループ（CROWN POP）と共に出演

#### 2016年
- ボビーバレンタイン会（2月14日、櫻井薬局セントラルホール） - 京本紗采と共に出演。初の2部制。次回の単独イベントで紅白対決が行われることが発表。
- 4.9決戦〜東北産的行事〜（4月9日、EBeanS） - 京本紗采と共に出演。紅白対決は白組（律月、北美、橘、伊達）の勝利に終わる。
- だって ダーウィンなんだもーん♡（11月27日、darwin） - 二代目いぎなり東北産として初の単独イベント。初のオリジナル曲「天下一品」を披露。「二代目」が取れ「いぎなり東北産」に戻ることが発表された。

#### 2017年
- 桜◯◯丸焼き計画（2月19日、イオンモール名取イオンホール） - いぎなり東北産初となるCDの発売が発表された。
- 桜エビ〜ずとのツーマンライブ「当日までに仲良くなんかなれるかい！」（3月26日、下北沢GARDEN）[17][276] - 初となるCD『天下一品 〜みちのく革命〜』、桜エビ〜ずとのコラボCD-R『夢幻歌劇』を発売。「ワンダフル東北」を初披露。
- 桜エビ〜ずとの ツーマンライブ「仕事だから仲良くするよ！」（5月4日、楽楽楽ホール）
- たがじょうダジョー!（6月24日、多賀城市民会館 小ホール） - 「ハイテンションサマー！」を初披露。

#### 2018年
- 第1回 始球式やりたい（5月27日、イーグルスドーム） - 新曲（恋はじめ）を披露。5枚目のシングルの発売が発表される。
- ライブライブ！（1部）、五代目夏子[注 21]リサイタル（2部）（6月24日、仙台リプル） - 「おのぼりガール」を初披露

#### 2019年
- いぎなり東北大新年会（1月6日、秋保温泉 華乃湯）[278]
- いぎなり東北産(様)×桜エビ～ず〜仲良くなんてできないよ！〜（5月21日、Zepp DiverCity）[279][280][281]
- 秋田通常祭（7月27日、秋田 Club SWINDLE） - 「あなたは」を初披露
- 東北ライブハウス巡り’19 〜道産子とウリャオイ！〜（9月22日、札幌SOUND CRUE）
- サンプラ合同リハ（12月14日、EBeanS） - 「ウィンターのアゲアゲバッコーン！」を初披露

#### 2020年
- 東北ライブハウス巡り 〜イーヤーサーサー！〜（2月9日、沖縄Output）
- 第1回 ディスタンスライブ（6月1日、EBeanS） - 宮城県在住者限定開催 - 「伊達サンバ」「sister」を初披露
- 第2回 ディスタンスライブ（6月14日、EBeanS） - 東北在住者限定開催。
- 第3回 ディスタンスライブ（7月4日 - 5日、EBeanS） - 「おぼろ花火」を初披露
- 〜エンドー音楽堂presents〜『いぎなりハイパー運動会』（7月23日配信）[282]
- 第4回 ディスタンスライブ（9月21日、開成山野外音楽堂）

#### 2021年
- 伊達花彩 復活生誕祭 〜神降臨〜帰ってきた伊達花彩（3月20日、SENDAI GIGS）
- ドラフトライブ（北海道）（7月11日、函館 CLUB Cocoa）
- ドラフトライブ（群馬県）（7月22日、高崎club FLEEZ）
- ドラフトライブ（長崎県）（8月13日、DRUM Be-7）
- 皆産専用ライブ 一見産専用ライブ（8月3日、TSUTAYA O-EAST）[283][284]
- 真夏の6周年イベント（8月9日、EBeanS）[285]
- いぎなりクリスマス(会) （2021年12月25日、SENDAI GIGS）

#### 2022年
- 優勝おめでとうイベント（1月15日、和歌山城ホール）[286]
- ドラフトライブ（山梨県）（2月12日、甲斐市双葉ふれあい文化館）
- おわらい東北産（4月30日、誰も知らない劇場）
- 青森県産を求めて（5月3日、青森クォーター）
- 青森県産を求めて（5月4日、青森Sound Space Alright）
- 私をベニーに連れてって Season2（5月7日、八木山ベニーランド）
- 独自の抽選会ライブ（6月26日、阿南市文化会館・夢ホール）
- KINOYA PRESENTS いぎなり東北水族館（7月18日、仙台うみの杜水族館）
- 7周年記念収穫祭（8月14日、EBeanS）
- 地方創生ライブ 〜いぎなり少女隊〜 in 仙台（9月24日、仙台PIT） - ばってん少女隊とのツーマンライブ。「スズメDANCE」を初披露。
- 地方創生ライブ 〜ばってん東北産〜 in 福岡（10月9日、UNITEDLAB）[287] - ばってん少女隊とのツーマンライブ
- 優勝おめでとうイベント2022（11月5日、SENDAI GIGS）[288]

#### 2023年
- 第1回 いぎなり東北ファン倶楽部の集い（6月25日、Spotify O-WEST）[79]
- 第2回 いぎなり東北ファン倶楽部の集い（7月30日、Spotify O-WEST）
- グループ結成8周年記念イベント「末広がり8周年祭」（8月11日、リナワールド）[289]
- 第3回 いぎなり東北ファン倶楽部の集い（10月21日、仙台PIT）[290]
- 遠坂めぐ×いぎなり東北産ツーマンコンサート（11月5日、Spotify O-WEST）
- いぎなり東北産 いぎなりクリスマス 2023（12月16日、仙台PIT）[291]

#### 2024年
- A LIVE SENDAI VOL.1（1月14日、仙台GIGS） - ≒JOYとの対バンイベント
- いぎなりバレンタイン 2024（2月17日、仙台Rensa）[292][293]
- いぎなり東北産 優勝おめでとうイベント（2月24日、横浜YTJホール）
- A LIVE SENDAI vol.2（6月29日、SENDAI GIGS）[294][295] - つばきファクトリーとの対バンイベント
- いぎなり東北産 周年イベント《TOHOKU 9》（7月6日、リナワールド）[102]
- 第4回 いぎなり東北ファン倶楽部の集い（7月13日、KANDA SQUARE HALL）[296][297]
- 東京ワンマンライブ 〜年末への前哨戦〜（7月26日、かつしかシンフォニーヒルズ モーツァルトホール）[104]
- 東京ワンマンライブ 〜年末への前哨戦〜 仙台追加公演（9月29日、仙台電力ホール）[109]
- 優勝おめでとうイベント2024（10月6日、京都KBSホール）
- いぎなりクリスマス2024（12月7日 - 8日、仙台PIT）

#### 2025年
- いぎなりちゅら産ライブ（1月5日、ミュージックタウン音市場）
- いぎなりバレンタイン BOYSイベント（2月21日、日本橋三井ホール）
- いぎなりホワイトデー GIRLSイベント（3月14日、日本橋三井ホール）
- IGINARI LiFE（5月19日、仙台PIT） - iLiFE!との対バンイベント
- A LIVE SENDAI Vol.3（6月1日、SENDAI GIGS）[298] - きゅるりんってしてみてとの対バンイベント
- 沖縄から北海道の釧路へ（9月21日、釧路市生涯学習センター まなぼっと幣舞）
- いぎなり秋田本校 2025（11月15日、秋田ふるさと村ドーム劇場）
- いぎなりクリスマス2025（12月7日、仙台）

#### 2026年
- ホール2daysライブ（5月22日 - 23日、Kanadevia Hall）
- アリーナ2daysライブ（12月19日 - 20日、ゼビオアリーナ仙台）

### イベント出演

#### 2015年
- STARDUST SECTION3 営業所祭り（8月9日、グランフロント大阪 ナレッジシアター） - 律月ひかる、湊梨紗、北美梨寧、葉月結菜、安杜羽加の5人で出演。デビューステージ。
- 定禅寺ストリートジャズフェスティバル（9月12日） - 株式会社オンサイトスペシャルタイアップステージにて桜ひなの、花彩が初お披露目
- STARDUST SECTION3 営業所祭り〜せんだい萩のまい〜（10月24日、EBeanS） - 京本紗采、大阪営業所と共に出演。橘花怜が加入、二代目いぎなり東北産へ。
- STARDUST SECTION3 営業所祭り〜せんだい萩のまい〜（10月25日、EBeanS） - 京本紗采、名古屋営業所と共に出演

#### 2016年
- 俺の藤井 2016 〜Tynamite!!〜（1月9日、さいたまスーパーアリーナ）ヤングライオンステージ - 中学生メンバー（律月、湊、北美、葉月、安杜）出演。小学生メンバー（橘、桜、伊達）も前説で登場。理事長よりヤングライオンステージMVPに選出。
- SENDAI放課後アイドル天国（3月12日、仙台darwin）
- Aiどんどこ市（4月17日、勾当台公園）
- STARDUST SECTION3 営業所祭り（5月4日、グランフロント大阪 ナレッジシアター） - 中学生メンバー（律月、湊、北美、葉月、安杜、橘）出演
- ABSまつり2016（5月22日、秋田市にぎわい交流館AU）
- ミュージックパーク×TOKYO IDOL PROJECT in SENDAI（5月29日、仙台PIT）
- とっておきの音楽祭（6月5日、仙台PARCO前）
- お台場夢大陸 マイナビステージ（7月29日、フジテレビ本社屋前）
- TBC夏祭り2016（7月30日、勾当台公園）
- ばってん少女隊「いつか私たちも超（スーパー）に！伸び白埋めてもよかよかツアー」（7月30日、EBeanS）
- TOKYO IDOL FESTIVAL 2016（8月7日、お台場・青海周辺エリア） - SKY STAGE/DREAM STAGE[299]
- どっかん祭り（8月11日、三井アウトレットパーク 仙台港）
- ももいろクローバーZ「桃神祭2016〜鬼ヶ島〜」（8月14日、横浜国際総合競技場） - わんぱくテシマジマランドで行われた新横アイドルフェスティバル（SIF2016）に中学生メンバー出演。
- 24時間テレビ39 宮城メイン会場（8月27日、市役所前市民広場）
- スターダスト セクション3 営業所祭り〜夏のカオス〜（8月28日、横浜ベイホール）1部 - 中学生メンバー出演[300]
- 定禅寺ストリートジャズフェスティバル（9月11日） - 株式会社オンサイトスペシャルタイアップステージ
- おながわ秋刀魚収獲祭2016（9月25日、女川駅前商業エリア特設会場） - SCK GIRLSと「ココ☆ナツ」で共演
- 肉フェスVS餃子フェス（11月5日、イオンモール大曲）

#### 2017年
- EBeanS初売りイベント（1月2日、EBeanS）
- 俺のネクストガールズ2017〜もちろん藤井〜なるほどClub eX（1月7日 - 8日、Club eX） - 律月、湊、北美、安杜、橘が出演。2日間トータルでコイン565枚を獲得、出場10グループ中1位となりステラボールに出演決定[301]。
- 俺のネクストガールズ2017〜もちろん藤井〜やっぱりステラボール（1月8日、ステラボール）に出演[16]。
- 僕らの大通フェス チョイパーティー〜Morioka Girls Pop！〜（1月29日、クロステラス盛岡）
- ちゅらフェスvol.6（3月4日、ミュージックタウン 1階音楽広場） - 沖縄営業所、大阪営業所と共に出演
- 石巻エンタメ祭vol.1（4月1日、石巻BLUE RESISTANCE）
- 第24回一ノ蔵蔵開放 一ノ蔵を丸ごと味わう春祭り ステージイベント（4月22日、一ノ蔵）
- アイドル発熱劇場SP in 仙台（4月29日、darwin）
- CROWN POP×いぎなり東北産イベント「おかえりクラポ！with東北産」（5月27日、EBeanS）
- これからの石巻を盛り上げるのは、私たちアイドルだ！〜略して、これドルだ！〜（5月28日、石巻BLUE RESISTANCE）
- ABSまつり2017（6月3日、秋田市にぎわい交流館AU）
- 侵食drop 仙台編（6月4日、仙台Hook）
- チームしゃちほこSPRING TOUR2017 おわりとはじまり〜#ナゴヤの大逆襲〜（6月10日、仙台Rensa） - オープニングアクト
- 東北新幹線 開業35周年記念イベント（6月25日、盛岡駅 滝の広場特設ステージ）
- 大通ちょいフェス（6月25日、盛岡大通商店街）
- アイドル横丁夏まつり!!（7月8日、横浜赤レンガパーク） - 湊梨紗が桜エビ〜ずとのコラボで登場、「夢幻歌劇」でパフォーマンスを行う。
- いぎなり東北産×HMVコラボグッズ販売特典イベント（7月16日、HMV仙台 EBeanS） - 出囃子が初披露される
- TBC夏まつり2017（7月23日、勾当台公園）
- TOKYO IDOL FESTIVAL 2017（8月4日-5日お台場・青海周辺エリア） - オープニングに橘、伊達が出演[302]。4日はDOLL FACTORY/浦TIF(INFO CENTRE)/FESTIVAL STAGE、5日はトークステージ(INFO CENTRE)/SKY STAGE/DREAM STAGEに出演。
- ももいろクローバーZ「ももクロ夏のバカ騒ぎ2017（8月6日、味の素スタジアム外周ステージ） - SIF 第1回アイドルヤングライオン杯に出演し、986票を獲得、出場19グループ中、3位[303]。
- KHB七夕フェスタ（8月7日、勾当台公園）
- 定禅寺ストリートジャズフェスティバル（9月9日、EBeanS） - イービーンズ タイアップステージ
- 石巻エンタメ祭！Vol.2（10月14日、石巻BLUE RESISTANCE） - 湊梨紗が卒業
- 阿部勝自動車大感謝祭（10月14日）
- ハロウィンパレード（10月29日、イオンモール石巻）
- 八木山フェスタ（11月3日、ベニーランド） - 「トラベル」を初披露
- 私立恵比寿中学秋田分校 文化祭（11月12日、秋田市にぎわい交流館AU・にぎわい広場）
- CBCラジオプレゼンツスターダスト営業所祭り（11月25日、CBCホール）
- 大阪×仙台営業所 フリーイベント（12月30日、MBSちゃやまちプラザ）
- 西日本アイドルフェスティバル（12月31日、グランキューブ大阪） - 「ごっつ東北産」として出演[304][305]

#### 2018年
- EBeanS初売りイベント（1月2日、EBeanS）
- 東北復興応援コンサート（2月10日、府中 バルトホール） - 「いただきランチャー」を初披露
- 桜エビ〜ず/いぎなり東北産/（1部）ぷちぱすぽ☆/（2部）アップアップガールズ（2）3マン（2月12日、横浜ベイホール）
- CROWN POP×いぎなり東北産のトークライブ「東北産とクラポでトークライブだっちゃ！」（2月18日、Live House rebirth）
- Monthly Super Live（3月4日、スパリゾートハワイアンズ）
- パクスプエラのパクス "二周年" プエラ（3月18日、仙台 space zero）
- HOT WAVE 推し事祭 2018 〜みなさん、お久しぶりの推し事ですよ！春〜（3月24日、ウェスタ川越大ホール）
- STARDUST PLANET プレゼンツAKIBAカルチャーズ定期公演 〜スタプラメンバーが笑顔と元気をお届け！ネクストジェネレーションズLIVE〜（3月29日、AKIBAカルチャーズ劇場）
- 石巻エンタメ祭! vol.3（4月7日、石巻BLUE RESISTANCE）
- 八木山ベニーランド５０周年記念イベント（4月14日、ベニーランド）
- たこやきレインボー全国ツアー2018「CLUB RAINBOW」（5月5日、仙台Rensa） - オープニングアクト
- HMV仙台EBeanSリニューアル１周年記念！1日店長イベント（7月7日、HMV仙台） - 「HOME」を初披露
- アイドル横丁夏まつり!!〜2018〜（7月8日、横浜赤レンガパーク）
- プロレスリング ZERO1 オープニングアクト（7月13日、仙台市宮城野区文化センター）
- TBC夏まつり2018（7月22日、仙台市勾当台公園・市民広場）
- 夏S（7月28日、メットライフドーム） - シャッフルユニットの「あーりんプロデュースダンス上手いユニット」に北美、「KAMOSHIKA」に橘、「歌馬之介」に伊達、「GIANTS HORSE」に律月が参加[306]。
- TOKYO IDOL FESTIVAL 2018（8月4日-5日、お台場・青海周辺エリア）
- エンドーチェーン創業90周年イベント（8月11日、EBeanS）
- 東北発！アイドル水かけ祭り（8月15日、アメリカンワールド）
- ＠JAM EXPO 2018（8月25日、横浜アリーナ） - ピーチステージ/キウイステージに出演
- アベカツ大感謝祭!（8月26日、宮城県石巻市）
- 定禅寺ストリートジャズフェスティバル（9月9日、EBeanS）
- ABSまつり2018（9月23日、エリアなかいち）
- 私立恵比寿中学秋田分校2018（10月20日、秋田県立体育館） - 真山りかと「乾杯ニッポン」、私立恵比寿中学と「新・青春そのもの」をコラボ[307][308]。
- パンダライオンpresents いぎなりハロウィンパーティー（10月27日、仙台Rensa） - 「百花繚乱物語」を初披露
- 高校野球記念大会優勝おめでとうフリーイベント（11月18日、あべのキューズモール） - 新メンバー吉瀬真珠が登場
- イービーンズとっておきのChristmas Live（12月23日、EBeanS） - 「リライトガール」を初披露

#### 2019年
- 初S（1月14日、Zepp DiverCity）
- 神宿とツーマンライブ（2月3日、仙台darwin）
- Monthly Super Live（4月13日、スパリゾートハワイアンズ）
- 仙台イーグルスフェスティバル（4月28日、楽天生命パーク宮城）
- TBC夏祭り（7月28日、勾当台公園）
- TOKYO IDOL FESTIVAL 2019（8月2日お台場・青海周辺エリア）
- 第20回台湾漫画博覽会（8月4日、台湾 台北世界貿易中心一館） - 初の海外公演。日本館 ICHIBAN JAPAN STAGE に出演
- スタプラローカリズム vol.1〜狼煙を上げろ in 台湾〜（8月4日、台湾 CLAPPER STUDIO）[309][310]
- @JAM EXPO 2019（8月24日、横浜アリーナ）
- 定禅寺ストリートジャズフェスティバル（9月7日、EBeanS）
- Rainbow  Beach POP FESTIVAL（9月15日、七ヶ浜国際村）
- ABSまつり2019（10月5日、エリアなかいち）
- Task have Fun 全国ツアー 仙台公演 1部（10月14日、仙台HooK）
- 私立恵比寿中学秋田分校〜5th Anniversary of our gakugeeeekai〜（10月19日、秋田県立体育館）
- 私立恵比寿中学秋田分校 〜文化祭〜（10月20日、ABS秋田放送新社屋1階多目的ホール）
- GIG TAKAHASHI 2019（11月3日、高崎clubFLEEZ）[311]
- 天晴れ！原宿のいぎなり！出張公演〜東北編〜（11月16日、仙台MACANA）
- tipToe. LIVE TOUR"SCHOOL TRIP"仙台編（11月16日、仙台MACANA）
- 優勝おめでとうイベント（12月1日、大阪南港ATC）
- ももいろクリスマス2019 サテライトパーク 堀アキラ パート2（12月24日-25日、さいたまスーパーアリーナ コミュニティアリーナ）

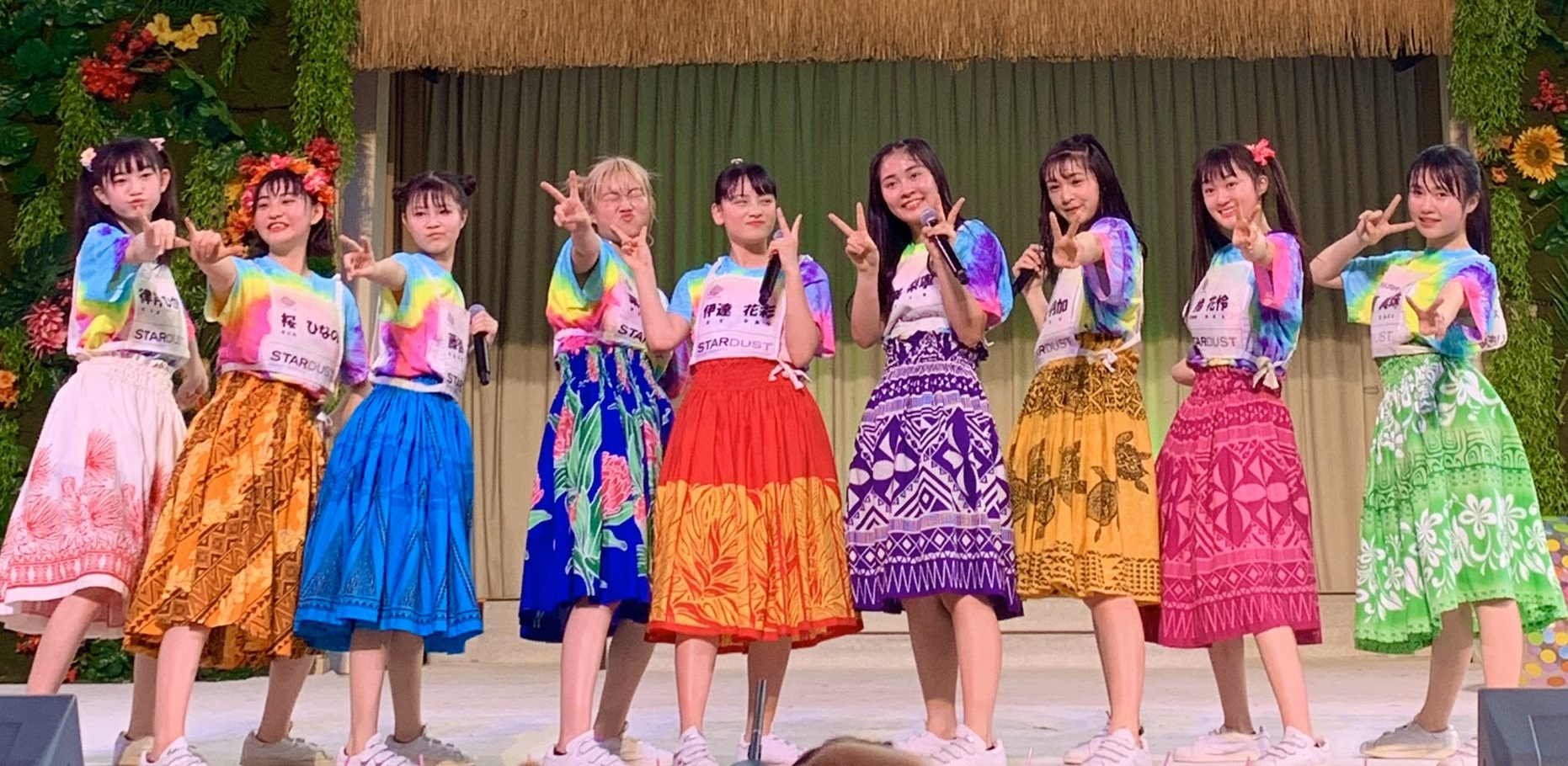
2020年2月23日 スパリゾートハワイアンズにて

#### 2020年
- イギナリライブ（1月9日、誰も知らない劇場）
- 「ミューコミプラス」 presents スタプラアイドルフェスティバル〜今宵、シンデレラが決まる〜（1月19日、横浜アリーナ）
- 第8回台北國際動漫節（2月1日 - 2日、台湾 台北世貿南港展覽館二館） - 日本館 ICHIBAN JAPAN STAGE に出演[312][313][314]
- いぎなり東北産＆DAN⇄JYO 2マンライブ SAMURAI SPECIAL 2MAN LIVE in TAIPEI（2月2日、台湾 CORNER HOUSE）
- Monthly Super Live（2月23日、スパリゾートハワイアンズ）
- エンドー音楽堂[315]（4月11日配信） - 「Trophy Girl」「桜プロミス」を初披露
- TOKYO IDOL FESTIVAL オンライン 2020（10月3日配信）[316] - SMILE GARDEN/SKY STAGE
- スタプラローカリズム vol.2 〜ニコSハイパー運動会〜（12月6日配信、ニコニコ生放送）[317][318]。橘花怜がMVP獲得[319] - 橘花怜がMVP獲得

#### 2021年
- スターダスト仙台営業所 女子公演（1月30日、専門学校デジタルアーツ仙台）
- 2021台北國際動漫節（2月7日リモート出演） - ICHIBAN JAPAN STAGEに出演
- IDORISE!! FESTIVAL 2021（3月13日、TSUTAYA O-EAST）[320]
- タスクフォースvol.2（3月14日、横浜ベイホール）
- GIG TAKAHASHI 2（6月26日、USEN STUDIO COAST）[321]
- 楽天イーグルス 対 北海道日本ハム戦（6月29日、楽天生命パーク宮城） - 桜ひなのが始球式、他メンバーもイベントに出演
- ALTERNATIVE MUSIC EXPRESS vol.1（7月31日、オルタナティブシアター）
- 柚姫の部屋フェス（8月8日、USEN STUDIO COAST）[322][323]
- 「ミューコミVR」 presents スタプラアイドルフェスティバル〜今宵、2人目のシンデレラが決まる〜（10月30日、横浜アリーナ） - 橘花怜がシンデレラに選出
- H.I.P. presents GIG TAKAHASHI 2（11月3日、高崎 club FLEEZ）[324]
- 私立恵比寿中学秋田分校〜おらが美の国フェス2021〜（11月6日、秋田市文化会館）[325]
- 私立恵比寿中学秋田分校コラボ文化祭（11月7日、にぎわい交流館Au にぎわい広場）[326]
- HMV30周年後夜祭 いぎなり東北産×ミームトーキョー ミニライブ＆特典会（11月14日、duo MUSIC EXCHANGE）
- エンドー音楽堂presents「ジャスフェス2021」（11月20日 - 21日、EBeanS）[327]
- khb長町夜市（12月5日、あすと長町）
- ALTERNATIVE MUSIC EXPRESS vol.3（12月18日、山野ホール）
- 二丁目の魁カミングアウト 全国ツアー「GAY STAR IN THE JAPAN TWO MAN」宮城公演（12月26日、仙台darwin）
- 第5回 ももいろ歌合戦（12月31日、日本武道館） - アニソンメドレーに安杜が出演。アイドルメドレーで「天下一品」を披露した。

#### 2022年
- 初夢ライブ2022（1月2日、EBeanS）
- おもカワ〜アイドル大喜利タッグトーナメント〜」マツリー杯（1月28日配信） - 橘・律月が出場し準優勝[328]
- Golazo!vol.6（1月30日、仙台GIGS）
- HYPE IDOL！SP！（2月11日、オルタナティブシアター）
- H.I.P. presents GIG TAKAHASHI 2（3月1日、Zepp Haneda）
- IDORISE!! FESTIVAL 2022（3月12日-13日） - 1日目Spotify O-WEST、2日目Spotify O-EASTに出演
- AION CINDERELLA -DX-（4月15日、神奈川県民ホール）
- 「ももクロ春の一大事2022」外周パーク「きてくんちぇパーク」（4月23日-24日、J-VILLAGE）
- Golazo! in 石巻（5月21日、マルホンまきあーとテラス 大ホール）
- ベガルタ仙台 対 栃木SC（5月29日、ユアテックスタジアム仙台） - ベガルタ仙台の応援アンバサダーに任命
- 超NATSUZOME 2022（7月2日、幕張海浜公園）
- SPARK 2022 in YAMANAKAKO（7月17日、山中湖 交流プラザきらら）
- KINOYA PRESENTS いぎなり東北水族館（7月18日、仙台うみの杜水族館）
- SEKIGAHARA IDOL WARS -関ケ原唄姫合戦-（7月23日、桃配運動公園）
- khb長町夜市（8月13日、あすと長町）
- @JAM EXPO 2022（8月27日、横浜アリーナ）
- ＃ババババンビ presents 馬馬馬馬鹿者祭（9月4日、仙台GIGS）
- e☆イヤホン 仙台駅前店 1日店長（9月10日、EBeanS）
- RABまつり（9月11日、盛運輸アリーナ）
- ABSまつり2022（9月17日、エリアなかいち）
- いぎなり秋田でランチショー（9月18日、ホテルメトロポリタン秋田）[329]
- 楽天イーグルス 対 北海道日本ハム戦（9月23日、楽天生命パーク宮城） - イベント 試合前のセレモニアルピッチをメンバー全員で行った。
- 地方創生ライブ 〜いぎなり少女隊〜 in 仙台（9月24日、仙台PIT） - ばってん少女隊とのツーマンライブを開催。「スズメDANCE」を初披露。
- スターダスト仙台×サンリオキャラクターズ 杜の都コラボレーションライブ（10月16日、仙台PIT）
- LIVE QUEST（10月22日、Zepp Namba）[330]
- エンドー音楽堂present「ジャスフェス2022』（11月6日、EBeanS）
- やまがた・みやぎ展（11月13日、東武百貨店池袋店）
- 私立恵比寿中学秋田分校〜お待たせしました美の国感謝祭〜（11月26日、あきた芸術劇場ミルハス）
- 第6回 ももいろ歌合戦（12月31日、日本武道館）

#### 2023年
- 初夢ライブ2023（1月2日、EBeanS）
- 「スタプラアイドルフェスティバル 〜今宵、シンデレラグループが決まる〜powered by スタプラアイドルラジオ」（1月14日、横浜アリーナ）[331] - シンデレラグループに選ばれる
- GIG TAKAHASHI 2 〜tour 2023〜（1月21日、新宿BLAZE）
  - 1月21日 新宿BLAZE、1月22日 名古屋 CLUB QUATTRO、1月28日 ESAKA MUSE、1月29日 広島 LIVE VANQUISH
- EXPRESS JAPAN LIVE "THE IMPACT" at JAPAN EXPO THAILAND2023（2月3日、CONCERT HALL ZONE）
- JAPAN EXPO THAILAND 2023（2月4日、TAIYO STAGE）
- JAPAN EXPO THAILAND 2023（2月5日、KAZE STAGE）
- NHK仙台放送局「あなたの伴走曲は何ですか？」公開収録（2月9日、仙台サンプラザホール）
- IDORISE!! FESTIVAL 2023（3月11日、Spotify O-WEST）
- 春の新生活応援フェス!（3月26日、Spotify O-EAST）
- 静岡アイドルフェスティバルインつま恋（4月16日、つま恋リゾート彩の郷）
- 超アイドル祭2023（4月29日、幕張メッセ国際展示場 11ホール）
- 柚姫の部屋フェス2023（6月3日、Zepp Shinjuku）
- ベガルタ仙台のみやぎホームタウンデー（6月11日、ユアテックスタジアム仙台） - 応援アンバサダーとして出演
- 超NATSUZOME 2023（7月2日、幕張海浜公園）[332]
- SPARK 2023 in YAMANAKAKO（7月16日、山中湖 交流プラザきらら）
- 「いぎなり東北産」POP UP SHOP in baseyard tokyo 来店イベント（7月17日 7月29日、baseyard tokyo）
- tbc夏まつり2023（7月23日、勾当台公園・市民広場）[333]
- TOKYO IDOL FESTIVAL 2023（8月5日 - 6日、お台場青海周辺エリア）
- IDOL RUNWAY COLLECTION Supported by TGC（8月7日、国立代々木競技場 第二体育館）[334]
- UP-T presents かがやきフェス2023（8月19日、金沢 本多の森北電ホール）
- @JAM EXPO 2023 supported by UP-T（8月27日、横浜アリーナ）
- 楽天イーグルス 対 埼玉西武ライオンズ戦のイベント（8月31日、楽天生命パーク宮城）
- トライアングルプラネット vol.1（9月11日、Zepp Haneda）
- Fang Music Fes #02（9月18日、EX THEATER ROPPONGI）
- スタプラローカリズム vol.3 〜姉妹都市にするで！くいだおれ大阪たこやきシティ編〜（9月30日、GORILLA HALL OSAKA）[335]
- ABSまつり2023（10月8日、秋田 エリアなかいち特設会場）
- エンドー音楽堂presents ジャスフェス2023（10月22日、仙台EBeanS）
- スタプラアイドルフェスティバル〜秋の新曲収穫祭〜（10月29日、横浜アリーナ）[336]
- MUSICGLOBE FES 2023（11月4日、東京国際フォーラム ホールA）[337][338]
- 私立恵比寿中学秋田分校〜変わっていくことと変わらないもの〜（11月11日、あきた芸術劇場ミルハス）[339]
- 第7回 ももいろ歌合戦（12月31日、横浜アリーナ）

#### 2024年
- 初夢ライブ2024（1月2日、EBeanS）
- Hello Music Festival 2024 in TOKYO（2月3日、パルテノン多摩） - 1部公演にサンリオキャラクターズと出演、マイメロディ・クロミとのコラボパフォーマンスも披露した。
- OPC Fes-PREMIUM 4 MAN-（2月10日、GARDEN新木場FACTORY）
- 新プロジェクト「無限会社スタプラ」発表会（4月1日）[340][341]
- エンドーチェーン95周年 いぎなり東北水族館2024（4月20日-21日） - 4月20日に仙台うみの杜水族館、4月21日にEBeanSで開催[342]
- 楽天イーグルス（vs北海道日本ハム）のコラボイベント（5月24日、楽天モバイルパーク宮城） - 4年連続となるセレモニアルピッチなどを行う
- Jリーグ ベガルタ仙台（vs岡山）のコラボイベント（5月26日、ユアテックスタジアム仙台）
- OSAKA GIGANTIC MUSIC FESTIVAL 2024 Special Live「POPPIN'BASE」（6月2日、京都KBSホール）
- クロフェス2024（6月8日、海の森水上競技場） - 大トリ
- スタプラローカリズム vol.4 夏祭り 〜緊急大集合！爽やかな真夏のオーシャンズNAGOYA編〜（7月15日、Lives NAGOYA）[343]
- テレビ朝日 六本木ヒルズ夏祭り SUMMER STATION 音楽LIVE（7月21日、六本木ヒルズ）
- tbc夏まつり2024（7月23日、勾当台公園・市民広場）[344]
- TOKYO IDOL FESTIVAL 2024（8月3日 - 4日、お台場青海周辺エリア）[345][346][347] - 3日はりんご娘（青森県産）と「いぎなりんご東北」としてスペシャルコラボステージにも立つ。
- WOWOWプラス presents メタモルフォーゼ Vol.1 いぎなり東北産 × Girls²（9月6日、LINE CUBE SHIBUYA）
- @JAM EXPO 2024 supported by UP-T（9月15日、横浜アリーナ）
- 聖和学園短期大学 大学祭「聖翔祭り2024」（10月26日、聖和学園短期大学）
- エンドー音楽堂presents ジャスフェス2024（10月27日、仙台EBeanS）
- 第59回自由が丘産能祭〜 彩華 〜（11月2日、産業能率大学 自由が丘キャンパス）
- 私立恵比寿中学秋田分校FINAL〜フィナーレはいつも笑顔で〜（11月16日、あきた芸術劇場ミルハス 大ホール）
- STARDUST THE PARTY 2024 1日目「最上級にみんな♡なかよし：あっぱれどうぶつの林」（11月22日、横浜BUNTAI）
- STARDUST THE PARTY 2024 2日目 1部「沼れ！スタダソング：スタパ的MBTI診断」、2部「THIS IS #スタパ：学年別歌合戦」（11月23日、横浜BUNTAI）[348][349][350]
- 第8回 ももいろ歌合戦（12月31日、日本武道館）[351]

#### 2025年
- LIIiEN 1st tour 「START」宮城公演（1月12日、Rensa） - とうほくちゃん（律月、北美、葉月、安杜、吉瀬）が出演
- 冬祭！地酒＆地肴 in 代々木「HERO GATE」（1月26日、代々木公園野外音楽堂） - トリを務める
- NHK仙台放送局「TOHOKU SOULFUL 東北と能登にエールを」 公開収録（2月6日） - 2月28日に東北地方、3月7日に全国のNHK総合で放送された。
- TOKYO DOME presents HEROINES VALENTINE 2025（2月15日、TOKYO DOME CITY HALL）
- H.I.P. presents GIG TAKAHASHI 3 〜tour 2025〜（3月23日、青森Quarter）
- 清 竜人25「LWP2025」vol.3（3月30日、Yokohama Bay Hall）[352]
- ももクロ春の一大事2025 in 新発田市 〜新発田 新発見！？〜 外周パーク（4月12日、新発田市 五十公野公園）
- 高嶺のなでしこ〜たかねこフェスvo.4出張編〜 第二部（4月13日、仙台PIT）
- ukka 10th Anniversary Live vol.2 第1部（5月10日、1000CLUB）
- 楽天イーグルス（vs北海道日本ハム）のコラボイベント（5月24日、楽天モバイルパーク宮城） - 5年連続となるセレモニアルピッチなどを行う
- シンデレラフェス2025（6月8日、さいたまスーパーアリーナ）[353][354]
- Popteen＆Cuugal×ONE AND ONLY ポップキューフェス 2025（6月21日、KT Zepp Yokohama）
- IDOL DANCE BATTLE「VERSUS」（6月28日、Zepp Shinjuku） - 7月28日にスカイAで放送
- テレビ朝日・六本木ヒルズ SUMMER FES（7月19日、コカ･コーラ SUMMER FES LIVEアリーナ）
- tbc夏まつり2025（7月26日、錦町公園）
- TOKYO IDOL FESTIVAL 2025（8月1日[355][356] - 2日[357]、お台場青海周辺エリア） - 1日は「TEAM SHACHIリスペクトステージ」、2日は「TIF2025×UNIDOLステージ」[358]「All Live! IDOL SUMMER JAMBOREE ACOUSTIC & ROCK」にも出演
- ASUTO MUSIC PARK 2025（8月30日、ゼビオアリーナ仙台）
- @JAM EXPO 2025 supported UP-T（8月31日、横浜アリーナ）
- Beyond Music Festival（11月2日、服部緑地野外音楽堂）
- 第64回華秋祭（11月3日、九州女子大学）
- スタプラローカリズム vol.5（11月9日、愛知COMTEC PORTBASE）

## 特色

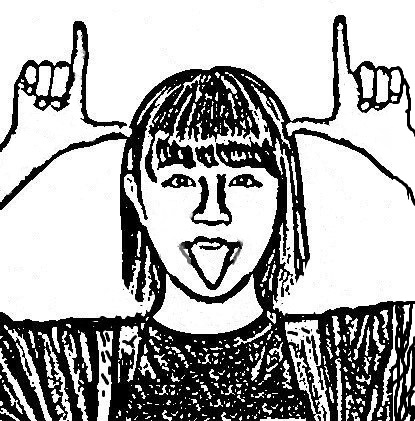
いぎなり東北産の決めポーズ

いぎなり（IGINARI）
宮城弁で「たいへん」「とても」「すごく」の意味を持つ。英語では「Very」のニュアンス。濁らない「いきなり東北産」（iKinari）は誤表記。
東北産
メンバー9人全員が東北地方出身者である
皆産
ファンの愛称は「皆産」（みなさん）
〇〇産
宮城県出身→宮城県産のように名詞などの語尾に「産」を付ける文化がある。
ライブ
「めんこいエリア」と呼ばれる女性・子供限定観覧エリアが設置される場合がある
挨拶は「うぢら、みちのくのスターダスト、いぎなり東北産だっちゃ」
ステージなどでの挨拶の際には決めポーズとして、両手の親指と人差し指でL字を作り側頭部で掲げ、同時に舌を出す（画像参照）。手はなまはげや牛を、舌はアインシュタインやロックンロールをイメージしている。
基本的にアンコールを行わない。これはライブ時間が短いのではなくて、いわゆる本編とアンコールと言う区分けを行わずに、全て本編に纏めているので、アンコールと言うスタイルがカットされています。なお後半には衣装チェンジするとかアンコールに近い演出をすることもあります。
ライブの最後にメンバーが「ありがとうございました！」と挨拶すると、客席も「ありがとうございました！」と返す
野球ネタ
マネージャー（キャプテン）が大の野球好きで、野球ネタが数多くある。
グループ結成日は、2015年の8月9日（や・きゅう 野球の日）
プロ野球 東北楽天ゴールデンイーグルス（楽天イーグルス）とセレモニアルピッチ（始球式）などのイベントを2021年から毎年行っている。
「優勝おめでとうイベント」と称する、夏に開催される高校生の野球大会で優勝した学校のある都道府県を訪れお祝いするイベントがある。
EBeans
聖地の一つは、仙台駅前にある商業施設「EBeanS」（イービーンズ）。
主に屋上で数々のイベントが開催されており、グループ初となるMVの撮影も行われた。
ビル内のHMV仙台EBeanSには衣装の展示やファンレター専用直通ポストがある